# مدرسة النجاح الليلية (مكة المكرمة)
مدرسة النجاح الليلية، تعد من أقدم المدارس الليلية في مكة المكرمة والمملكة العربية السعودية، أسسها عبد الله خوجة عام 1350هـ، بهدف إتاحة فرصة التعليم لمن حرموا من التعليم النهاري بسبب؛ ظروفهم الخاصة كإعالة ذويهم أو العمل في الدوائر الحكومية.

## مؤسس المدرسة
هو عبد الله خوجة ومن أقواله:( أنا صاحب أول فكرة لمحاربة الأمية وأول من أسس المدارس الليلية لتعليم كبار الأميين)، ومن أهم محطات حياته مايلي:
- تعلم في كتّاب عبد الله حمدوه السناري.
- تخرج من مدرسة الفلاح عام 1338هـ.
- درس في مدارس عدة منها: الفخرية، والعثمانية فالهاشمية التحضيرية بالمسعى فالصولتية فالفائزين.
- أسس المدرسة الخيرية الوطنية في بداية العهد السعودي وضمت بعد فترة وجيزة إلى مديرية المعارف.
- أول من أسس فرقة رياضية للألعاب السويدية كافة.
- أول مؤسس للكشافة السعودية.
- أول من افتتح متحفًا لآثار الحرمين في بحره ويحوي الملبوسات والنقود والأواني.[2]

## مبنى المدرسة
تعددت مباني المدرسة منذ نشأتها ومنها:
- كان مبناها منذ افتتاحها في نفس مبنى مدرسة دار الفائزين بمسيال المسفلة.
- نقلت المدرسة إلى زقاق اللبان بالمدعى.
- انتقل مبنى المدرسة إلى أجياد.
- انتقل مبنى المدرسة إلى الصفا.
- استقرت المدرسة في شعب علي بعد أن أهدتها الدولة قطعة أرض لبناء مقر جديد للمدرسة وافتتح المبنى الجديد عام 1379هـ.[3]

## تطور الدراسة في المدرسة
تعتبر مدرسة النجاح الليلية مدرسة ابتدائية افتتحت بهدف مكافحة الأمية، وتضم جميع فصول المرحلة الابتدائية، وتتوافق مناهجها مع مناهج وزارة المعارف. ونظرًا لعدم اقتناع كبار السن ممن لم يتح لهم التعليم بأهمية التعليم كان إقبال الطلبة على المدرسة ضئيلاً، ثم ازداد الإقبال عليها حتى أصبح عدد الطلاب يزيد على الثلاثمئة طالب مما أدى إلى افتتاح فرع للمدرسة في محلة الشبيكة عام 1380هـ. وأخذ عدد الطلاب ينخفض مرة أخرى بسبب؛ انتشار مدارس الثقافة الشعبية التي تشرف عليها وزارة المعارف والبالغ عددها قرابة الثلاثين مدرسة والتي كان هدف إنشاؤها مماثلاُ لهدف إنشاء مدرسة النجاح.

## مشاكل المدر سة
- قلة الموارد المالية: على الرغم من تبرع الخيرون للمدرسة، والمساعدات السنوية المقدمة لها من وزارة المعارف إلا أن المدرسة عانت من قلة الموارد المالية بسبب؛ أن الخيرون قل ما يدفعونه عندما سمعوا أن المدرسة تأتيها مساعدات من الدولة، فأصبح دخل المدرسة الرئيس يعتمد على ما تقدمه وزارة المعارف.
- اختلاف أعمار الطلاب في الفصل الواحد فيكون من بينهم الكبار في السن والأطفال مما يخلق مشكلة في طرق التدريس فكل من الطرفين يحتاج طريقة مختلفة تناسب عمره العقلي ونضجه الانفعالي.[5]

## وصلات خارجية
- مكة والتعليم النظامي